# Michele Leghissa
Michele Laghissa (Trieste, 21 ottobre 1975) è un giocatore di beach soccer italiano.
Leghissa ha vinto un titolo europeo nel 2006, un argento mondiale nel 2008 e un bronzo europeo nel 2009.

## Biografia

### Carriera calcistica
Michele Leghissa inizia a giocare a calcio all’età di sette anni nel settore giovanile del San Marco di Sistiana. All'età di sedici anni gioca nel Ronchi in un campionato d'Eccellenza. Nel 2002 passa al Pro Gorizia sempre in Eccellenza e successivamente due anni dopo alla Pro Romans in Serie D. Nel dicembre 2004 passa al Vesna in un campionato d'Eccellenza. L'anno successivo torna al Pro Romans sempre in Eccellenza. Nella stagione 2006/2007 approda al Kras Koimppex che gioca nella categoria di Promozione.

### Carriera nel beach soccer
La sua carriera nel beach soccer inizia nel 2002 con una squadra di Trieste; nel primo anno partecipa alle tappe di Milano e Lignano. Nel 2004  gioca in una squadra di serie A, il Marano Lagunare. Viene convocato nella Nazionale Italiana e debutta il 10 agosto 2004 in Portogallo al Mundialito dove la Nazionale conquista il quarto posto.
Nel settembre 2004 Michele Leghissa disputa gli Europei a Montecarlo dove l'Italia finisce al quarto posto. Nell'aprile 2005 viene convocato nella Nazionale per partecipare ai Mondiali di Rio de Janeiro in Brasile. Però è costretto a tornare a casa per una contrattura muscolare.
Nel 2006 conquista inizialmente un terzo posto nella Coppa Europea a Napoli e successivamente partecipa alla Coppa del Mondo organizzata dalla FIFA sulla spiaggia di Copacabana a Rio de Janeiro. 
Nel 2007 partecipa alla Coppa Europea dove l'Italia si qualifica per la fase finale della FIFA World Cup in Brasile. Anche in questa edizione l'Italia esce ai quarti di finale. 
Nel 2008 la FIFA World Cup si svolge a Marsiglia in Francia. L'Italia arriva seconda perdendo solo con il Brasile per 5-3. Il secondo posto rappresenta comunque un grande traguardo per Leghissa e i compagni. 
Nel 2009 Michele Leghissa diventa capitano conquistando un terzo posto nella Europa Cup in Portogallo. Anche stavolta l'Italia parte per i Mondiali dove viene eliminata dal Brasile ai quarti di finale.
Le manifestazioni più importanti a cui ha partecipato Michele Leghissa sono:
- Mondialito

Figueira da Foz (Portogallo);
- Eurolega

Montecarlo (Francia);
- Superfinal

Marsiglia (Francia);
- Coppa del Mondo FIFA

Rio de Janeiro (Brasile);
- Qualificazioni Mondiali

Marsiglia (Francia).